# Cahita

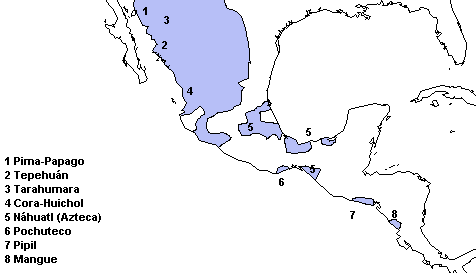
Ausbreitung der uto-aztekischen Sprachen nach Süden

Die Cahita sind eine Gruppe von Indianerstämmen aus der Uto-Azteken Sprachfamilie. Die Cahita bestehen aus den Stämmen der Bamoa, Cinaloa, Mayo, Tehueco, Yaqui und Zuaque. Sie leben im südwestlichen Sonora und dem nordwestlichen Sinaloa, in Mexiko. Eine kleinere Gruppe von Yaqui lebt im Südwesten der USA. Heute gibt es etwa 40.000 Angehörige der Stammesgruppe.
Die Cahita bauten in den fruchtbaren Flusstälern Mais und Baumwolle an. In den weniger begünstigten Teilen ihres Landes streiften sie in kleinen Gruppen als Jäger und Sammler umher. 
Die Cahita gehörten zum nordamerikanischen Kulturareal des Südwestens.